# Profesor Tarantoga
Profesor Tarantoga, właśc. Astral Sternu Tarantoga – fikcyjna postać literacka, główny bohater kilku utworów Stanisława Lema ze zbiorów Noc księżycowa i Powtórka, przyjaciel Ijona Tichego z  cyklu opowiadań Dzienniki gwiazdowe. Pojawia się również w opowiadaniu Kongres futurologiczny oraz powieściach: Wizja Lokalna i Pokój na Ziemi.
Profesor zoologii gwiezdnej w Katedrze Astrozoologii Porównawczej Uniwersytetu Fomalhaut, przewodniczący Komitetu Redakcyjnego Wydania „Dzieł Wszystkich Ijona Tichego”, członek Rady Naukowej Instytutu Tichologicznego oraz redakcji kwartalnika „Tichiana”.
Genialny naukowiec i konstruktor. Wynalazł m.in. peregrynator – aparat do podróży międzygwiezdnych bez ruszania się z miejsca, zaginający przestrzeń w czwartym wymiarze (Wyprawa profesora Tarantogi) oraz urządzenie do spowalniania i przyśpieszania czasu (Podróż dwunasta). Był również wynalazcą płynu do wywabiania przykrych wspomnień, banknotów z poziomą ósemką – wyobrażającą nieskończenie wielką sumę pieniędzy, oraz aparatury do wyzyskiwania trwoniącej się energii dzieci w postaci systemu wystających w różnych miejscach mieszkania korb, bloków i dźwigni, które dzieci popychają, ciągną i przesuwają w czasie zabaw, nieświadomie pompując w ten sposób wodę i wytwarzając elektryczność (Podróż dwunasta).
Jego najważniejszym osiągnięciem było założenie ludzkiej cywilizacji (Czarna komnata profesora Tarantogi). Mieszka najprawdopodobniej w Krakowie, a dokładnie w dużym mieście położonym w pobliżu Bochni (Wyprawa profesora Tarantogi).
Tarantoga i Ijon Tichy poznali się w okolicznościach opisanych w Podróży dwudziestej szóstej i ostatniej.

## Adaptacje
Wyprawa profesora Tarantogi – spektakl telewizyjny z 1992 w reżyserii Macieja Wojtyszki. W roli Profesora Tarantogi wystąpił Tadeusz Huk, a Piotr Cyrwus zagrał Magistra Janusza Chybka.
W drugim sezonie niemieckiego serialu Ijon Tichy – gwiezdny podróżnik Tarantogę zagrał Peter Princz.